# Kristan Bromley
Kristan Lee Bromley (ur. 7 marca 1972 w Rossendale) – brytyjski skeletonista, złoty medalista mistrzostw świata oraz dwukrotny zdobywca Pucharu Świata.

## Kariera
Pierwszy sukces osiągnął w sezonie 1999/2000, kiedy zajął trzecie miejsce w klasyfikacji generalnej Pucharu Świata. Cztery lata później zwyciężył w tej klasyfikacji, wyprzedzając Kanadyjczyka Duffa Gibsona i Niemca Franka Klebera. Wynik ten powtórzył w sezonie 2007/2008, pokonując Jona Montgomery’ego z Kanady i Zacha Lunda z USA.
W 2008  zdobył złoty medal na mistrzostwach świata w Altenbergu, gdzie pokonał  Montgomery’ego i Klebera. Zdobył także cztery medale mistrzostw Europy: złote w  2004, 2005 i 2008 oraz srebrny w 2009. W 2002 wystartował po raz pierwszy na zimowych igrzyskach olimpijskich, zajmując w Salt Lake City trzynaste miejsce. Czterokrotnie startując na igrzyskach, najlepszy wynik uzyskał w 2006 w Turynie, gdzie był piąty.